# وویتخ ماسنی
وویتخ ماسنی (اسلواکی: Vojtech Masný؛ زادهٔ ۸ ژوئیهٔ ۱۹۳۸) بازیکن فوتبال اهل چکسلواکی است.
از باشگاه‌هایی که در آن بازی کرده‌است می‌توان به باشگاه فوتبال فرست ویینا اشاره کرد.
وی همچنین در تیم ملی فوتبال چکسلواکی بازی کرده‌است.
وی در مسابقات کشوری و بین‌المللی در مجموع برندهٔ ۱ مدال نقره شده‌است.